# Shan-Thai Terrane
Lo Shan-Thai Terrane o Sibumasu Terrane è una porzione di crosta continentale che si estende dal Tibet all'Asia sudorientale condividendo una storia geologica simile. Lo Shan–Thai Terrane si è separato dall'Australia durante il Permiano e andò a collidere con il terrane dell'Indocina (o microcontinente Cimmeria) nel corso del Triassico.

## Aspetti geografici
Si estende dalla Malaysia, attraverso la parte peninsulare della Thailandia, il Myanmar e lo Yunnan occidentale fino a Lhasa. Ha una lunghezza di circa 4.000 km ed è delimitato dal terrane dell'Indocina a est e dal terrane della Cina meridionale a nord. Fa parte di una serie di blocchi continentali o terrane che si separarono dal supercontinente Gondwana nel corso dell'Ordoviciano, ben prima della formazione della Pangea. Oggi questi blocchi formano la parte sudorientale dell'Asia, ma la differente cronologia dei loro spostamenti ha dato luogo a storie geologiche distinte.

## Formazione
Shan-Thai era un arcipelago dell'Oceano Paleotetide che si estendeva su varie latitudini. Può pertanto essere suddiviso in varie porzioni con storie paleogeografiche differenti. Gli elementi della porzione interna "Thai", che contornano il blocco dell'Indocina, sono della tipologia del terrane Cathaysia e sono caratterizzati da facies di acque calde paleotropicali. Le porzioni esterne "Shan" hanno facies di acque fredde della Gondwana, mentre la porzione centrale "Sibumasu" è di transizione tra le due.
Le parti interne dello Shan–Thai si saldarono con la Laurasia (265 milioni di anni fa) quando si chiuse la sutura geologica tra la provincia di Nan e la provincia di Uttaradit. I bacini oceanici separavano gli altri elementi dello Shan-Thai fino all'orogenesi indocinese del Triassico superiore-Giurassico inferiore.
La collisione tra l'India e l'Eurasia durante l'Oligocene e il Miocene provocò una rotazione in senso orario della parte sudoccidentale dell'Asia, un'importante deformazione del sudest asiatico e l'estrusione dei blocchi Shan-Thai e indocinese. Questi due blocchi sono ancora interconnessi dalle faglie della collisione.